# Ucok Harahap
Andalas Oloan Datoe Harahap o Ucok Harahap (nacido en Surabaya, Java Oriental, el 25 de mayo de 1943 † fallecicido en Surabaya, Java Oriental, el 3 de diciembre de 2009), fue una cantante y actriz indonesia. Ampliamente conocida a través de la AKA con Soenata Cabo, Syech Abidin, y Arthur Kaunang, junto con Ahmad Albar, también formó un dueto con un Kribo Duo. También participó en una serie de películas nacionales.

## Discografía

### Bersama AKA
- Do What You Like - 1970
- Reflections - 1971
- Crazy Joe - 1972
- Sky Rider - 1973
- Cruel Side Of Suez War - 1974
- Mr. Bulldog - 1975
- Pucuk Kumati - 1977
- AKA In Rock - 1979
- The Best Of AKA - 1979
- AKA 20 Golden Hits - 1979
- Puber Kedua - 1979

### Bersama Duo Kribo
- Neraka Jahanam - 1977
- Pelacur Tua - 1978
- Panggung Sandiwara 1978

## Filmografía
- Dikejar Dosa (1974)
- Bing Slamet Koboi Cengeng (1974)
- Darah Muda (1977)
- Duo Kribo (1977)
- Jeritan Si Buyung (1977)
- Gadis Penakluk (1980)
- Ratu Pantai Selatan (1980)